# Artyleria atomowa

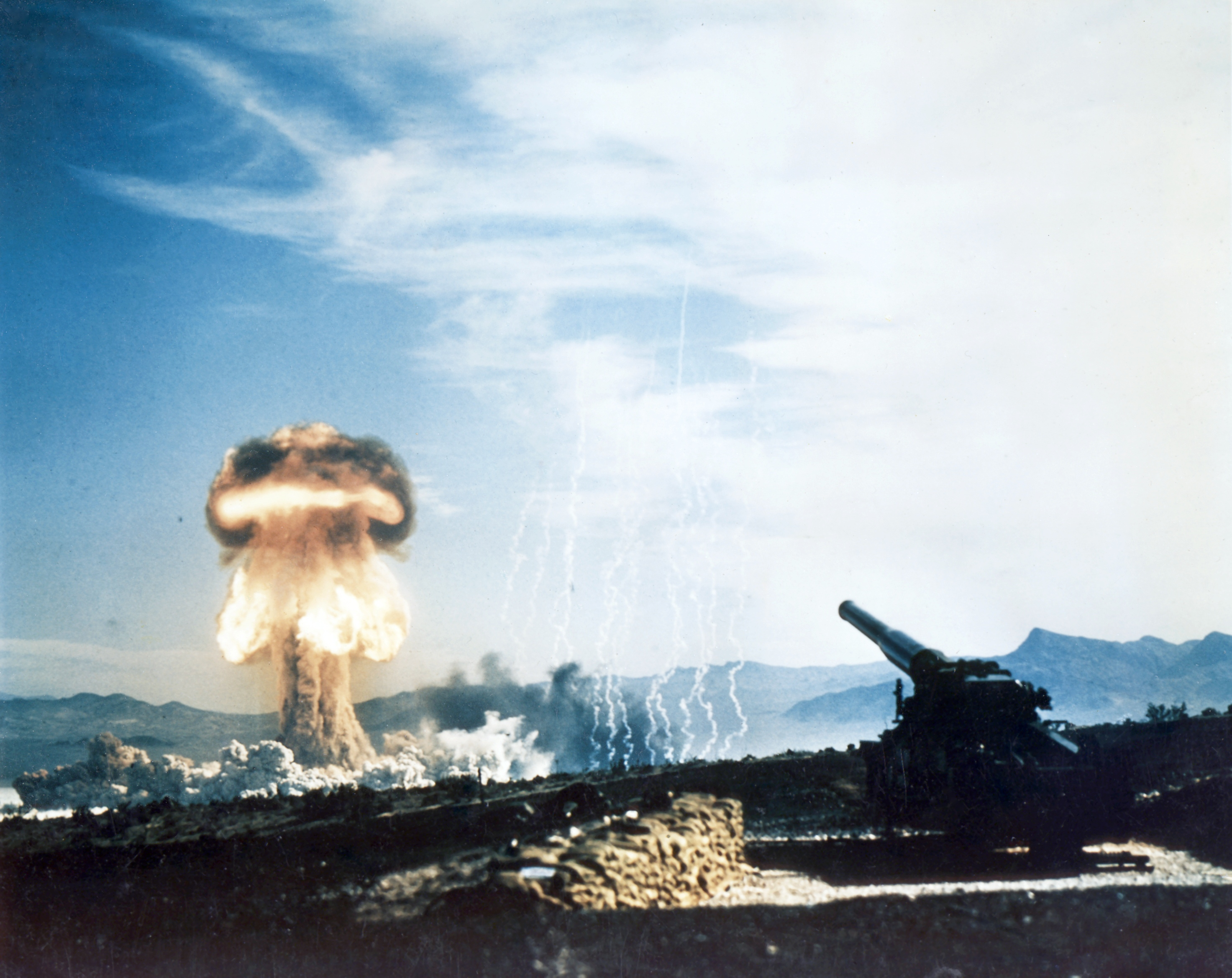
Uderzenie jądrowe wykonane przy pomocy działa 280 mm M65 (test wykonany w 1953 roku na Poligonie Nevada).

Artyleria atomowa – rodzaj artylerii (zarówno lufowej jak i rakietowej) przeznaczony do prowadzenia ognia pociskami atomowymi.
Charakterystycznymi cechami artylerii atomowej jest duża celność ognia (umożliwiająca skuteczne użycie ładunków jądrowych o niewielkim równoważniku trotylowym), duża ruchliwość. Uderzenia jądrowe przy pomocy artylerii mogą być wykonywane w krótkim czasie i trudniej im przeciwdziałać niż uderzeniom jądrowym wykonanym przy użyciu lotnictwa.
Początkowo dla artylerii atomowej projektowano wyspecjalizowane wzory dział, z czasem opracowano zminiaturyzowane ładunki jądrowe, o mocy kilku, kilkuset kiloton TNT równoważnika trotylowego, które można wystrzeliwać z typowych dział kalibru 152, 155 oraz 203,2 mm.